# Tina Svensson
Tina Svensson, född den 16 november 1966 i Levanger, Norge, är en norsk fotbollsspelare. Vid fotbollsturneringen under OS 1996 i Atlanta deltog hon i det norska lag som tog brons.